# تيرينو ادرياتيكو 2016
تيرينو ادرياتيكو 2016 (بالإيطالية: Tirreno-Adriatico 2016 )‏ هو سباق دراجات هوائية، وهو الموسم رقم 51 من نفس السباق، وأقيم خلال الفترة 9 مارس 2016، وحتى 15 مارس 2016، وامتدّ لمسافة 847.8 كيلومتر، وهو أحد سباقات طواف العالم للدراجات 2016، وهو من نوع سباق المرحلة، وقد شارك في السباق 184 متسابقاً ووصل إلى نهايته 175 متسابقاً.
فاز فيه بالمركز الأول جريج فان أفرمت، وبالمركز الثاني بيتر ساجان، وبالمركز الثالث بوب جونهيلس، والفريق الفائز في ترتيب الفرق Etixx-Quick Step 2016.

## الفرق
| فرق عالمية (18)- AG2R La Mondiale - أستانا - بي إم سي راسينغ - Cannondale - Dimension Data - Etixx-Quick Step - FDJ - Giant-Alpecin - IAM Cycling - Katusha - Lampre-Merida - Lotto NL-Jumbo - Lotto-Soudal - موفيستار - Orica-GreenEDGE - Sky - Tinkoff - Trek-Segafredo فرق قارية محترفة (5)- أندروني جوكاتولي-سيدرمك 2016 ‏ - Bardiani CSF - Bora-Argon 18 - كاجا رورال-سيغوروس 2016 ‏ - CCC Development Team ‏ |  |
| |  |

## المراحل
| قائمة المراحل | قائمة المراحل | قائمة المراحل                                    | قائمة المراحل               | قائمة المراحل | قائمة المراحل    | قائمة المراحل  |
| المرحلة       | التاريخ       | الدورة                                           |                             | المسافة (كم)  | الفائز بالمرحلة  | القائد العام   |
| ------------- | ------------- | ------------------------------------------------ | --------------------------- | ------------- | ---------------- | -------------- |
| 1             | 9 مارس        | Lido di Camaiore ‏ – Lido di Camaiore ‏            | سباق الطريق ضد الساعة للفرق | 22.7          | بي إم سي راسينغ  | دانيال أوس     |
| 2             | 10 مارس       | كامايوري – بومارانس                              | مرحلة جبلية                 | 207           | زدينيك ستيبار    | زدينيك ستيبار  |
| 3             | 11 مارس       | كاستلنوفو دي فال دي سيسينا – Montalto di Castro ‏ | مرحلة مستوية                | 176           | فرناندو جافيريا  | زدينيك ستيبار  |
| 4             | 12 مارس       | Montalto di Castro ‏ – فولينيو                    | مرحلة جبلية                 | 222           | ستيف كامينغز     | زدينيك ستيبار  |
| 5             | 13 مارس       | فولينيو – Monte San Vicino ‏                      | مرحلة جبلية                 | 178           |                  | زدينيك ستيبار  |
| 6             | 14 مارس       | Castelraimondo ‏ – تشباغاتي                       | مرحلة جبلية                 | 210           | جريج فان أفرمت   | جريج فان أفرمت |
| 7             | 15 مارس       | سان بينيدتو دل ترونتو – سان بينيدتو دل ترونتو    | فردي ضد الساعة              | 10.1          | فابيان كانسيليرا | جريج فان أفرمت |

## الفائزون
| الترتيب    | الفائز           |
| ---------- | ---------------- |
| الفائز     | جريج فان أفرمت   |
| الثاني     | بيتر ساجان       |
| الثالث     | بوب جونهيلس      |
| حسب النقاط | بيتر ساجان       |
| تسلق الجبل | تشيزاري بينديتي  |
| أفضل شاب   | بوب جونهيلس      |
| الفريق     | Etixx-Quick Step |

## وصلات خارجية
- الموقع الرسمي
- تيرينو ادرياتيكو 2016 على موقع إحصائيات الدراجات الإحترافية (الإنجليزية)
- تيرينو ادرياتيكو 2016 في موقع Cycling Archives سايكلنج أركايفز